# KBS1
KBS1 ist ein öffentlicher südkoreanischer Fernsehsender, der von KBS (Korean Broadcasting System) betrieben wird. Im Vergleich zu KBS2 liegt der Schwerpunkt der Sendeprogramme bei Nachrichten, Zeitgeschehen, Kultur und Dokumentarfilme, ergänzt durch Dramen, Animationen sowie Musik- und Sportsendungen.

## Geschichte
KBS TV begann die Fernsehübertragung am 31. Dezember 1961 als erste vollwertige Fernsehstation in Südkorea. Reguläre Übertragungen begannen ab dem 15. Januar des Folgejahrs.
KBS begann zunächst als eine kommerzielle Fernsehstation, jedoch wurde 1963 die Rundfunkabgabe eingeführt. Seit Oktober 1994 sendet KBS1 keine Werbung mehr.
Die Monopolstellung endete durch die Inbetriebnahme des Fernsehsenders TBC (Tongyang Broadcasting Company) in 1965. Im Dezember 1980 erfolgten aufgrund des politischen Drucks durch die damalige Militärregierung unter Chun Doo-hwan eine Fusion mit TBC sowie die Übernahmen von mehreren Privatsendern, wodurch KBS1 entstand.
Im Zuge der Digitalisierung und der Aufhebung des Nachtsendeverbots für die terrestischen Fernsehsender startete KBS1 ab 8. Oktober 2012  als erster koreanischer Fernsehsender eine ganztägige Übertragung ohne Unterbrechung, auch wenn die Übertragung entweder Sonntag und Montag nachts oder Montag und Dienstag nachts aufgrund der technischen Wartungen regelmäßig unterbrochen wird.